# Dirk Starink
Dirk Starink (1950) is een Nederlandse oud-militair van de Koninklijke Luchtmacht. In 2004 werd hij benoemd tot Bevelhebber der Luchtstrijdkrachten (BDL), de hoogste militaire functie in de luchtmacht, in de rang van luitenant-generaal.

## Loopbaan
Starink begon zijn militaire loopbaan aan de Koninklijke Militaire Academie in Breda. Tijdens zijn loopbaan werkte hij onder andere bij de Permanente Vertegenwoordiging van het Koninkrijk der Nederlanden bij de Noord-Atlantische Raad. In 1987 keerde hij terug naar Nederland als Hoofd Sectie Beleid en Plannen bij de Directie Materieel KLu.
In 1993-1994 was Starink commandant van wat tegenwoordig het Logistiek Centrum Woensdrecht is. Eenmaal generaal geworden werd hij verantwoordelijk voor alle grote luchtmachtprojecten, zo begeleidde hij grote projecten als de invoering van het tankervliegtuig KDC-10 en bewapende AH-64 Apache helikopters. In die functie hoorde hij in 1994 voor het eerst van de Joint Strike Fighter, die uiteindelijk ontwikkeld zou worden tot de F-35 Lightning II. Hij zag er, zoals hij zelf zegt, een ‘opportunity’ in. Het zette een beweging in gang die de gemoederen in Nederland hoog deed oplopen.
In 1999 werd Starink Directeur Materieel KLu en lid van de Luchtmachtraad. Zijn volgende functie werd Directeur Plannen en Internationale Materieelbetrekkingen op het Ministerie van Defensie. Na drie jaar als plaatsvervangend bevelhebber werd generaal Starink in 2004 benoemd tot Bevelhebber der Luchtstrijdkrachten met de rang van luitenant-generaal. Bij zijn aantreden was al bekend dat hij de 14e en laatste Bevelhebber der Luchtstrijdkrachten zou zijn.
Starink was tot dinsdag 6 september 2005 Bevelhebber der Luchtstrijdkrachten. Twee dagen later nam hij officieel afscheid van de Koninklijke Luchtmacht in het bijzijn van minister van Defensie Henk Kamp en staatssecretaris van Defensie Cees van der Knaap. Zijn afscheid vond plaats op de bakermat van de militaire luchtvaart in Nederland, de vliegbasis Soesterberg. Het afscheid werd afgesloten met een gronddefilé en een zogenoemde ′flypast′ met alle typen luchtmachtvliegtuigen. Aan de flypast namen een C-130 Hercules, een Fokker 60, een KDC-10, 14 F-16′s, 4 PC-7′s, 14 helikopters (Cougar, Chinook, Alouette III, Apache) en de Koninklijke Luchtmacht Historische Vlucht deel.

### Andere functies
Starink vervulde tussen 1994 en 2004 achtereenvolgens de functies van adjunct-hoofdredacteur van de Militaire Spectator en voorzitter van de Koninklijke Vereniging ter Beoefening van de Krijgswetenschap. Van zijn hand verschenen verschillende publicaties over luchtvaart- en militair-historische onderwerpen.
Na zijn actieve loopbaan leidde hij tussen 2005 en 2008 de Leergang Topmanagement Defensie op het Instituut Clingendael. Ook werd Starink benaderd om beschermheer van het Luchtmacht Mannenkoor te worden, waar hij mee instemde.
Vanaf 1 januari 2009 was hij voorzitter van de Netherlands Aerospace Group, de branchevereniging van de Nederlandse vliegtuigindustrie. Daarnaast werd hij in 2011 benoemd tot bestuursvoorzitter van de faculteit Militaire Wetenschappen van de Nederlandse Defensie Academie.
Starink promoveerde in 2013 aan de Universiteit van Amsterdam op het proefschrift "De jonge jaren van de luchtmacht". In december 2014 publiceerde hij "De luchtoorlog 1914-1918". Verbonden aan het Nederlands Instituut voor Militaire Historie was Starink ook co-auteur van het boek "Verenigd op de grond, daadkrachtig in de lucht", over de grondgebonden luchtverdediging, gepubliceerd in mei 2013. In totaal publiceerde Starink 18 werken in 26 publicaties, alle gerelateerd aan de Nederlandse militaire luchtvaart.
Op 21 maart 2014 trad hij terug als voorzitter van de Netherlands Aerospace Group.